# Sapna (Fluss)
Die Sapna (serbisch-kyrillisch Сапна) ist ein ca. 23 km langer Fluss in Bosnien und Herzegowina.
Ihre zwei Quellflüsse Munjača und Rožaljka entspringen im Gebirge Majevica. Sie mündet bei der Stadt Karakaj in den Fluss Drina.
Sie fließt durch die Föderation Bosnien und Herzegowina und die Republika Srpska.
Dörfer und Städte, die die Sapna durchfließt:
- Sapna
- Petkovci
- Đulići
- Karakaj